# کریستین هرتر
کریستین آرچیبالد هرتر (انگلیسی: Christian Archibald Herter؛ زاده ۲۸ مارس ۱۸۹۵ – درگذشته ۳۰ دسامبر ۱۹۶۶) یک سیاست‌مدار اهل ایالات متحده آمریکا بود. وی از ۲۲ آوریل ۱۹۵۹ تا ۲۰ ژانویه ۱۹۶۱ وزیر امور خارجه این کشور بود.
کریستین هرتر در ۳۰ دسامبر ۱۹۶۶، در سن ۷۱ سالگی در خانه‌اش در واشینگتن، دی.سی. درگذشت.